# Трейсі Елліс Росс
Трейсі Елліс Росс (англ. Tracee Ellis Ross; 29 жовтня 1972, Лос-Анджелес, США) — американська акторка, телеведуча, модель, телережисерка, комікеса та активістка.
Закінчила Браунський університет.

## Кар'єра
З 2014 по 2022 Росс знімалася в головній ролі Рейнбоу Джонсон у комедійному серіалі ABC «Темніють». Робота над цим фільмом принесла їй шість нагород NAACP Image Awards і премію «Золотий глобус» за найкращу жіночу роль у телесеріалі — мюзиклі або комедійному фільмі 2016 року. Вона також була номінована на дві премії Critics' Choice Television Awards і п'ять премій «Еммі» за найкращу головну жіночу роль у комедійному серіалі.

## Вибіркова фільмографія
| Рік  |   | Українська назва  | Оригінальна назва    | Роль           |
| ---- | - | ----------------- | -------------------- | -------------- |
| 2000 | ф | Відбій            | Hanging Up           | Кім            |
| 2007 | ф | Татусеві дівчатка | Daddy's Little Girls | Сінтія         |
| 2009 | ф | Тимчасово вагітна | Labor Pains          | Крістін        |
| 2019 | ф | Мала              | Little               | домогосподарка |
| 2020 | ф | Висока нота       | The High Note        | Грейс Девіс    |

## Телебачення

### Телебачення
| Рік       |    | Українська назва   | Оригінальна назва | Роль                           |
| --------- | -- | ------------------ | ----------------- | ------------------------------ |
| 2000—2008 | с  | Подруги            | Heroes            | Джоан Клейтон (172 епізода)    |
| 2011      | тф | П'ять              | Five              | Аліса                          |
| 2011      | с  | CSI: Місце злочину | Deadwood          | Глорія Паркес                  |
| 2014—2022 | с  | Темніють           | Black-ish         | Рейнбоу Джонсон (головна роль) |

## Нагороди
- Премія Золотий глобус (2016)
- NAACP Image Award (2007, 2009, 2012, 2015, 2016, 2017, 2018, 2019, 2020)